# Peperomia septentrionalis
Peperomia septentrionalis är en pepparväxtart som beskrevs av S. Brown. Peperomia septentrionalis ingår i släktet peperomior, och familjen pepparväxter. Inga underarter finns listade i Catalogue of Life.